# Seznam měn s pevným směnným kurzem

Země používající euro, americký dolar a měny na ně navázané
eurozóna, jejíž centrální banka vydává euro
euro v zemích mimo eurozónu
měny pevně navázané na euro
měny navázané na euro s fluktuačním pásmem
Spojené státy americké, jejichž centrální banka vydává americký dolar
americký dolar v zemích mimo Spojené státy americké
měny pevně navázané na americký dolar
měny navázané na americký dolar s fluktuačním pásmem

Na světě existuje skupina měn, které jsou pevně navázány na zpravidla stabilní, silnou měnu jiného státu.
Navázat svou měnu se některé státy rozhodly na měnu:
- globální velmoci,
- regionálně významného státu,
- svého bývalého či současného kolonizátora,
- svého dominantního souseda.

Následující seznam měn s pevným směnným kurzem nemusí být aktuální.

## Americký dolar
Na americký dolar USD jsou navázány měny 24 nezávislých států nebo autonomních území:
| Stát | Název měny                         | Kód měny | Směnný kurz          |
| --- | ---------------------------------- | -------- | -------------------- |
| Aruba | Arubský florin                     | AWG      | 1 USD = 1,79 AWG     |
| Bahamy | Bahamský dolar                     | BSD      | 1 USD = 1,00 BSD     |
| Barbados | Barbadoský dolar                   | BBD      | 1 USD = 2,00 BBD     |
| Bahrajn | Bahrajnský dinár                   | BHD      | 1 USD = 0,376 BHD    |
| Belize | Belizský dolar                     | BZD      | 1 USD = 2,00 BZD     |
| Bermudy | Bermudský dolar                    | BMD      | 1 USD = 1,00 BMD     |
| Džibutsko | Džibutský frank                    | DJF      | 1 USD = 177,721 DJF  |
| Eritrea | Eritrejská nakfa                   | ERN      | 1 USD = 15,00 ERN    |
| Jordánsko | Jordánský dinár                    | JOD      | 1 USD = 0,709 JOD    |
| Kajmanské ostrovy                                                                                                  | Dolar Kajmanských ostrovů          | KYD      | 1 USD = 0,83333 KYD  |
| Katar | Katarský rijál                     | QAR      | 1 USD = 3,64 QAR     |
| Libanon | Libanonská libra                   | LBP      | 1 USD = 1 507,50 LBP |
| Maledivy | Maledivská rupie                   | MVR      | 1 USD = 12,80 MVR    |
| Curaçao Svatý Martin (nizozemská část)                                                                             | Karibský gulden                    | XCG      | 1 USD = 1,79 XCG     |
| Omán | Ománský rijál                      | OMR      | 1 USD = 0,3845 OMR   |
| Panama | Panamská balboa                    | PAB      | 1 USD = 1,00 PAB     |
| Saúdská Arábie | Saúdský rijál                      | SAR      | 1 USD = 3,75 SAR     |
| Spojené arabské emiráty                                                                                            | Dirham Spojených arabských emirátů | AED      | 1 USD = 3,6725 AED   |
| Antigua a Barbuda Dominika Grenada Svatý Kryštof a Nevis Svatá Lucie Svatý Vincenc a Grenadiny Anguilla Montserrat | Východokaribský dolar              | XCD      | 1 USD = 2,70 XCD     |

## Euro
Na euro EUR jsou navázány měny 20 nezávislých států a 3 autonomních území:
| Stát                                                                       | Název měny                   | Kód měny | Směnný kurz           |
| -------------------------------------------------------------------------- | ---------------------------- | -------- | --------------------- |
| Bosna a Hercegovina                                                        | Bosenská konvertibilní marka | BAM      | 1 EUR = 1,95583 BAM   |
| Bulharsko                                                                  | Bulharský lev                | BGN      | 1 EUR = 1,95583 BGN   |
| Kapverdy                                                                   | Kapverdské escudo            | CVE      | 1 EUR = 110,265 CVE   |
| Komory                                                                     | Komorský frank               | KMF      | 1 EUR = 491,96775 KMF |
| Svatý Tomáš a Princův ostrov                                               | Svatotomášská dobra          | STN      | 1 EUR = 24,5 STN      |
| Benin Burkina Faso Guinea-Bissau Pobřeží slonoviny Mali Niger Senegal Togo | CFA frank                    | XOF      | 1 EUR = 655,957 XOF   |
| Kamerun Středoafrická republika Republika Kongo Rovníková Guinea Gabon Čad | CFA frank                    | XAF      | 1 EUR = 655,957 XAF   |
| Nová Kaledonie Wallis a Futuna Francouzská Polynésie                       | CFP frank                    | XPF      | 1 EUR = 119,3317 XPF  |
| Dánsko                                                                     | Dánská koruna                | DKK      | 1 EUR = 7,46038 DKK   |

## Libra šterlinků
Na libru šterlinků GBP, měnu Spojeného království Velké Británie a Severního Irska, jsou navázány měny tří zámořských teritorií Velké Británie.
| Stát                    | Název měny          | Kód měny | Směnný kurz     |
| ----------------------- | ------------------- | -------- | --------------- |
| Falklandy               | Falklandská libra   | FKP      | 1 GBP = 1,0 FKP |
| Gibraltar               | Gibraltarská libra  | GIP      | 1 GBP = 1,0 GIP |
| Svatá Helena, Ascension | Svatohelenská libra | SHP      | 1 GBP = 1,0 SHP |

## Jihoafrický rand
Na jihoafrický rand ZAR jsou navázány měny tří sousedních nezávislých států. Jihoafrickým randem lze platit jak v Jihoafrické republice, tak i v těchto třech státech, ale platidla těchto států nelze v JAR použít. Tyto státy spolu tvoří měnovou unii.
| Stát      | Název měny          | Kód měny | Směnný kurz     |
| --------- | ------------------- | -------- | --------------- |
| Lesotho   | Lesothský loti      | LSL      | 1 ZAR = 1,0 LSL |
| Namibie   | Namibijský dolar    | NAD      | 1 ZAR = 1,0 NAD |
| Svazijsko | Svazijský lilangeni | SZL      | 1 ZAR = 1,0 SZL |

## Indická rupie
Na indickou rupii INR jsou navázány měny dvou sousedních států – Bhútánu a Nepálu. Dohodou mezi Indií a Bhútánem je dáno, že v Bhútánu lze platit jak bhútánským ngultrumem, tak i indickou rupií. To ale neplatí na druhou stranu – v Indii bhútánská měna neplatí.
| Stát   | Název měny         | Kód měny | Směnný kurz     |
| ------ | ------------------ | -------- | --------------- |
| Bhútán | Bhútánský ngultrum | BTN      | 1 INR = 1,0 BTN |
| Nepál  | Nepálská rupie     | NPR      | 1 INR = 1,6 NPR |

## Brunejský a singapurský dolar
Brunej a Singapur jsou dva malé státy v jihovýchodní Asii. Tyto dva státy mezi sebou čile obchodují. Tato skutečnost vedla k tomu, že oba státy se dohodly spojit národní měny – brunejský dolar BND a singapurský dolar SGD – v kurzu 1:1. Navíc mezi těmito státy platí dohoda, která umožňuje používání singapurské měny v Bruneji a naopak brunejské měny v Singapuru.
1 BND = 1,0 SGD
1 SGD = 1,0 BND

## Hongkongský dolar a macajská pataca
Hongkong a Macao jsou zvláštní správní oblasti Čínské lidové republiky. Každá z nich má svou vlastní měnu. Hongkong používá dolar HKD a Macao patacu MOP. Mezi nimi je pevně daný směnný kurz:
1 HKD = 1,03 MOP
Zároveň je hongkongský dolar volně navázán na americký dolar. Směnný kurs není fixně dán, smí se pohybovat v rozmezí 7,75–7,85 HKD za 1 USD.

## Měny bez mezinárodního uznání
Existuje skupina měn, které nemají svůj vlastní ISO 4217 kód, jsou pouze variantou měny, která je mezinárodně uznávána. Od nadřazené měny se většinou liší designem bankovek a/nebo mincí. Je také pravidlem, že na území, které vydává vlastní mince a/nebo bankovky lze souběžně používat i nadřazenou měnu – obě měny se vyskytují v běžném platebním styku spolu a jsou obě akceptovány. Nominální hodnota bankovek a/nebo mincí lokální měny je shodná s hodnotou nadřazené měny. Směnný kurz je tedy 1:1.
| Stát, region, závislé území | Název měny                         | Nadřazená měna            |
| --------------------------- | ---------------------------------- | ------------------------- |
| Faerské ostrovy             | Faerská koruna                     | Dánská koruna (DKK)       |
| Tuvalu                      | Tuvalský dolar                     | Australský dolar (AUD)    |
| Kiribati                    | Kiribatský dolar                   | Australský dolar (AUD)    |
| Cookovy ostrovy             | Dolar Cookových ostrovů            | Novozélandský dolar (NZD) |
| Jersey                      | Jerseyská libra                    | Libra šterlinků (GBP)     |
| Guernsey                    | Guernseyská libra                  | Libra šterlinků (GBP)     |
| Ostrov Man                  | Manská libra                       | Libra šterlinků (GBP)     |
| Ekvádor                     | Ekvádorské centavové mince         | Americký dolar (USD)      |
| Východní Timor              | Východotimorské centavové mince    | Americký dolar (USD)      |
| Zimbabwe                    | Zimbabwské oběžné mince a bankovky | Americký dolar (USD)      |